# Carlos Redruello Nimo
Carlos Redruello Nimo, deportivamente conocido como Redru (Sevilla, 23 de junio de 1997) es un futbolista español. Juega como defensa en las filas de la AD Ceuta FC de la Primera División RFEF.

## Trayectoria
Redru es un lateral izquierdo formado en la cantera del Real Betis y tuvo la oportunidad de debutar con el primer equipo del Real Betis Balompié, en el partido que les enfrentó al Cádiz CF en la Copa de S.M. el Rey.
El lateral izquierdo en la temporada 2017-18 jugaría 31 partidos con el Betis Deportivo, filial del conjunto verdiblanco, en el Grupo IV de Segunda División B, anotando un tanto.
En mayo de 2018, tras el descenso matemático del Betis Deportivo Balompié a Tercera División, refuerza en calidad de cedido al Elche CF para jugar los play-off de ascenso a la Liga 123, que a la postre conseguiría dicho ascenso de categoría.
En la temporada 2018-19, renueva su contrato de cesión con el Elche CF durante una temporada más para reforzar al conjunto ilicitano en su regreso a la Liga 123. En enero de 2019, tras no tener una gran participación en los partidos en la primera vuelta, el jugador abandona el club ilicitano y se marcha al Real Racing Club de Santander de la Segunda División B, cedido por el Real Betis Balompié.
El 9 de julio de 2021, firma por el CD Eldense de la Segunda División RFEF.
El 14 de agosto de 2022, firma por la UE Cornellà de la Primera División RFEF.
El 1 de julio de 2023, firma por la Asociación Deportiva Ceuta de la Primera Federación RFEF, por tres temporadas.

## Clubes
| Club                                   | País   | Año          |
| -------------------------------------- | ------ | ------------ |
| Betis Deportivo Balompié               | España | 2016−2018    |
| Elche CF (cedido)                      | España | 2018         |
| Real Racing Club de Santander (cedido) | España | 2019         |
| Marbella Fútbol Club                   | España | 2019-2021    |
| CD Eldense                             | España | 2021-2022    |
| UE Cornellà                            | España | 2022-2023    |
| A.D. Ceuta                             | España | 2023- Actual |